# Бакр Аль-Дулаїмі
Бакр Аль-Дулаїмі (26 квітня 1998) — ірацький плавець. Учасник Чемпіонату світу з водних видів спорту 2017, де в попередніх запливах на дистанції 100 метрів вільним стилем посів 75-те місце і не потрапив до півфіналів.